# Monte Rocca
Il Monte Rocca (1.425 m s.l.m.) appartiene alla catena dell'Appennino modenese. Si trova nel comune di Pievepelago, precisamente sotto l'abitato di Roccapelago, importante frazione comunale da cui il rilievo prende il nome. Fu scalato per la prima volta nel 1875 da Ruggero Rustichelli in una cordata col suo compagno Roberto Benati della sezione del C.A.I. di Reggio Emilia. Questa montagna vanta pochissime ripetizioni per via della sua forma inaccessibile. Degna di nota è la ripetizione del luglio 1978 in solitaria invernale aprendo una nuova via dall'alpinista Roberto Scalabrini, più noto come "scab", via di VI grado su terreno misto.

## Geo-morfologia
Rispetto ai vicini Sasso Tignoso e Alpesigola, sul crinale tra i torrenti Dragone e Scoltenna, il Monte Rocca si trova più spostato verso sud-est, ergendosi come propaggine a dividere i due affluenti del corso d'acqua citato per ultimo: il Rio Perticara e il Rio Grosso. La forma, con la cima schiacciata coperta da boschi, è simile agli altri rilievi, sebbene l'altezza sia un poco minore.

### Come raggiungerlo
Il Monte Rocca non è raggiungibile né per strade carrozzabili né per sentieri segnati. Il sentiero che più si avvicina alla sommità del rilievo è il numero 567, gestito dal Club Alpino Italiano, il cui accesso tramite fuoristrada è consentito ai soli residenti della zona. Nonostante ciò, dal sentiero, a ovest della montagna, parte una piccola traccia in disuso, che permettere di arrivare fin sulla cima.